# 有田村 (和歌山県)
有田村（ありたむら）は、和歌山県西牟婁郡にあった村。現在の東牟婁郡串本町の中部、紀勢本線・紀伊有田駅の周辺にあたる。

## 地理
- 海洋：太平洋
- 岬：稲村崎
- 山岳：風吹山
- 河川：有田川

## 歴史

### 村名の由来
田の存在によるものとみられるが不詳。

### 沿革
- 1889年（明治22年）4月1日 - 町村制の施行により、有田浦・有田上村・吐生村の区域をもって発足。
- 1955年（昭和30年）7月2日 - 串本町・田並村・潮岬村・和深村と合併し、改めて串本町が発足。同日有田村廃止。

## 交通

### 鉄道路線
- 日本国有鉄道
  - 紀勢西線（現・紀勢本線）
    - 紀伊有田駅

### 道路
- 国道170号（現・国道42号）